# 蒙古国政党列表
蒙古国政党列出了蒙古国政治中的所有政党。2008年以前，蒙古采用的是多数制投票系统，这意味着在两次选举之间议会的组成将会存在很大的差异，并且坚守政党信条的行为也不会得到鼓励。

## 当前政党
在2012年国家大呼拉尔选举中，共有11个政党和2个政党联盟参选。最终有3个政党和1个政党联盟获得国家大呼拉尔席位。以下列出这些政党和政党联盟：

### 国家大呼拉尔
- 民主党
- 蒙古人民党
- 蒙古民族民主党
- 公民意志绿党

### 其他参选政党
- 蒙古社会民主党
- 祖国党
- 蒙古绿党
- “第三力量”联盟
  - 共和党
  - 全蒙古劳动党
- 蒙古传统统一党
- 自由执行党
- 公民运动党
- 发展纲领党
- 爱国者统一党

### 未参选政党
- 蒙古自由民主党
- 蒙古自由党
- 蒙古妇女国家党
- 人民党
- 蒙古民主运动党
- 民族劳动党
- 蒙古保守党
- 蒙古民众党

## 已不存在的政党
- 蒙古民主党（Монголын Ардчилсан Нам，MDP）－1990年至1992年存在。1992年并入蒙古民族民主党
- 蒙古民族进步党（Монголын Ардчилсан Сэргэн Мандлын Нам）－1991年至1992年存在。1992年并入蒙古民族民主党
- 蒙古民族民主党（Монгол Үндэсний Ардчилсан Нам，MNDP）－1992年至2000年存在。2000年并入民主党
- 蒙古社会民主党（Монголын Социал Демократ Нам，MSDP）－1990年至2000年存在。2000年并入民主党
- 民主党（Ардчилсан Нам）－2000年并入民主党
- 民主复兴党（Уламжлал Сэргэн Мандлын Нам）－2000年并入民主党
- 蒙古宗教民主党（Монголын Шашинтны Ардчилсан Нам）－2000年并入民主党

## 已不存在的政党联盟
- 民主联盟－1996年至2000年存在，蒙古民族民主党与蒙古社会民主党组成
- 祖国－民主联盟－2003年至2004年存在，民主党、蒙古民主新社会主义党（又称“祖国党”）、公民意志－共和党（2004年改称公民意志党）组成